# Brücke des 6. Oktober

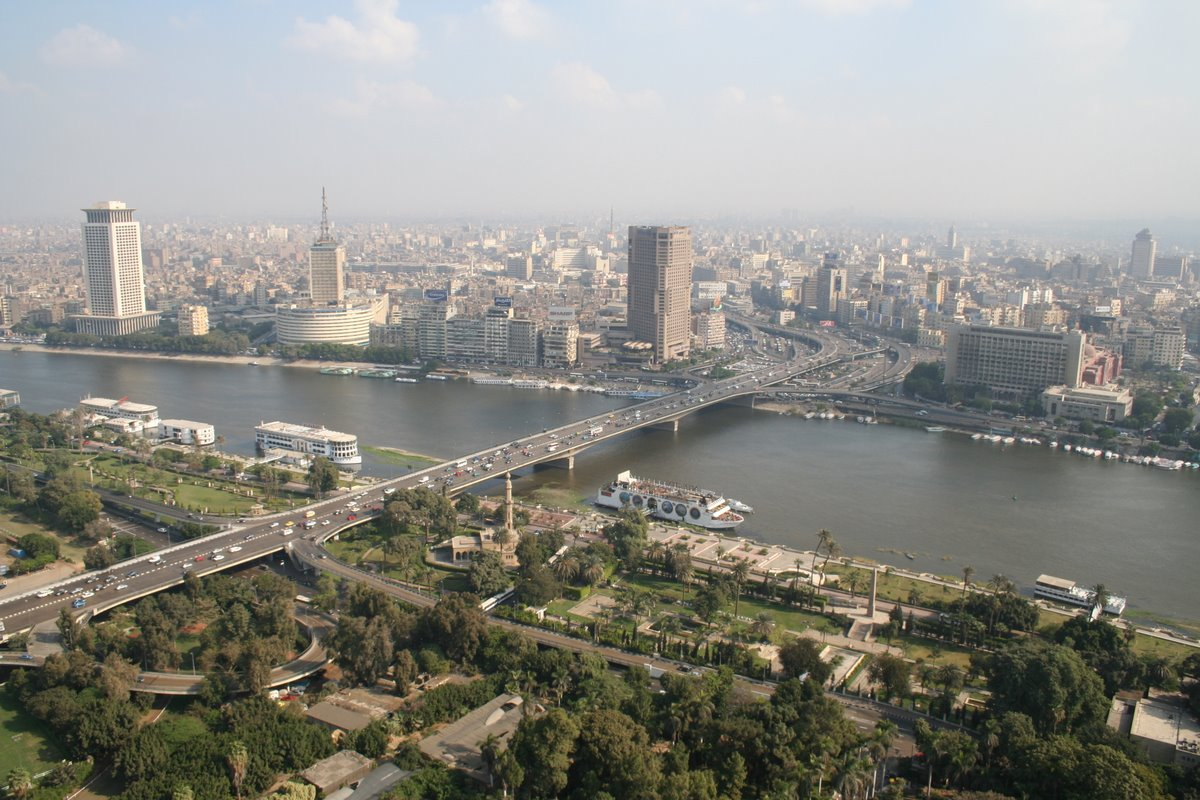
Brücke des 6. Oktober mit der Insel Gezira im Vordergrund

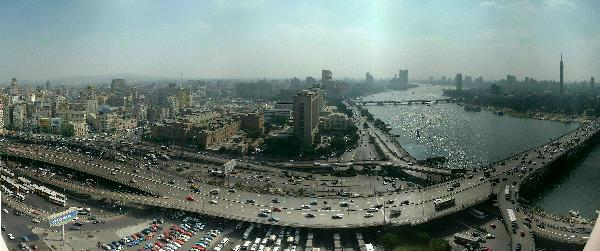
Brücke des 6. Oktober mit Nil, Kairo und Ägyptischem Museum (links), gesehen vom Hotel Ramses Hilton

Die Brücke des 6. Oktober ist eine autobahnähnliche Hochstraße in Kairo, Ägypten. Sie verbindet die Stadt mit dem etwa 20 km entfernten Flughafen Kairo-International. Die Brücke wurde im Jahr 1996 nach einer Bauzeit von 30 Jahren eröffnet. Der wichtigste Abschnitt ist eine seiner beiden Überquerungen des Nils. Diese Brücke, gebaut unter Beteiligung der deutschen Dywidag, ist 141 Meter lang und hat 2 × 5 Fahrbahnen. Insgesamt ist die Brücke 12,5 Kilometer lang. Der Name der Brücke verweist auf den Tag des Ausbruchs des Jom-Kippur-Kriegs am 6. Oktober 1973.
Die Brücke wird täglich von mehr als einer halben Million Menschen befahren. Die Fahrt vom einen zum anderen Ende dauert bis zu 45 Minuten.
Während der Proteste in Ägypten im Februar 2011 reichten die Auseinandersetzungen vom Tahrir-Platz bis zur Brückenrampe auf der Ostseite des Nils.